# Nuoto ai campionati mondiali di nuoto 2007 - Staffetta 4x100 metri misti maschile
La gara di nuoto della staffetta 4x100 metri misti maschile dei campionati mondiali di nuoto 2007 è stata disputata il 1º aprile presso la Rod Laver Arena di Melbourne.
Vi hanno preso parte 33 squadre nazionali.
La competizione è stata vinta dalla squadra australiana, mentre l'argento e il bronzo sono andati rispettivamente alla squadra giapponese e a quella russa.

## Podio
| Posizione | Nazione   | Atlete                                                                |
| --------- | --------- | --------------------------------------------------------------------- |
| Oro       | Australia | Matt Welsh Brenton Rickard Andrew Lauterstein Eamon Sullivan          |
| Argento   | Giappone  | Tomomi Morita Kōsuke Kitajima Takashi Yamamoto Daisuke Hosokawa       |
| Bronzo    | Russia    | Arkady Vyatchanin Dmitrij Komornikov Nikolaj Skvorcov Yevgeny Lagunov |

## Programma
| Data          | Ora   | Turno    |
| ------------- | ----- | -------- |
| 31 marzo 2007 | 13:12 | Batterie |
| 31 marzo 2007 | 20:44 | Finale   |

## Record
Prima della manifestazione il record del mondo e il record dei campionati erano i seguenti.
| Record mondiale       | 3'30"68 | Stati Uniti | 21 agosto 2004 Atene, Grecia      |
| Record dei campionati | 3'31"54 | Stati Uniti | 27 luglio 2003 Barcellona, Spagna |

## Risultati

### Batterie
I migliori 8 tempi si qualificano per la finale
| Pos. | Batteria | Corsia | Nazione                 | Atleti | Tempo   | Note |
| ---- | -------- | ------ | ----------------------- | --- | ------- | ---- |
| 1    | 5        | 5      | Giappone                | Masafumi Yamaguchi (55.21) Kōsuke Kitajima (59.49) Takashi Yamamoto (52.79) Daisuke Hosokawa (49.55)              | 3:37.04 | Q    |
| 2    | 3        | 4      | Russia                  | Arkady Vyatchanin (55.19) Roman Sloudnov (1:00.94) Nikolaj Skvorcov (52.34) Andrey Kapralov (48.69)               | 3:37.16 | Q    |
| 3    | 4        | 6      | Sudafrica               | Gerhard Zandberg (55.60) Cameron van der Burgh (1:01.54) Lyndon Ferns (51.82) Ryk Neethling (48.21)               | 3:37.17 | Q    |
| 4    | 4        | 4      | Australia               | Hayden Stoeckel (55.18) Brenton Rickard (1:00.60) Michael Klim (53.38) Kenrick Monk (49.42)                       | 3:38.58 | Q    |
| 5    | 5        | 3      | Francia                 | Simon Dufour (56.31) Hugues Duboscq (1:00.55) Amaury Leveaux (52.78) Alain Bernard (48.99)                        | 3:38.63 | Q    |
| 6    | 4        | 5      | Gran Bretagna           | Matthew Clay (55.36) Chris Cook (1:01.06) Matthew Bowe (52.66) Simon Burnett (49.56)                              | 3:38.64 | Q    |
| 7    | 3        | 2      | Italia                  | Damiano Lestingi (55.88) Loris Facci (1:00.87) Rudy Goldin (52.91) Christian Galenda (49.13)                      | 3:38.79 | Q    |
| 8    | 4        | 3      | Romania                 | Răzvan Florea (55.41) Valentin Preda (1:01.16) Ștefan Gherghel (53.01) Octavian Gutu (49.75)                      | 3:39.33 | Q    |
| 9    | 4        | 1      | Brasile                 | Thiago Pereira (55.64) Henrique Barbosa (1:01.50) Gabriel Mangabeira (53.53) César Cielo Filho (48.67)            | 3:39.34 |      |
| 10   | 3        | 5      | Ucraina                 | Andriy Oleynyk (56.71) Valerij Dymo (1:00.26) Andrij Serdinov (52.64) Yuriy Yegoshin (50.10)                      | 3:39.71 |      |
| 11   | 5        | 2      | Nuova Zelanda           | Cameron Gibson (55.70) Glenn Snyders (1:01.50) Corney Swanepoel (52.46) Mark Herring (50.63)                      | 3:40.29 |      |
| 12   | 5        | 1      | Bielorussia             | Pavel Sankovič (56.10) Mikalai Vasilyeu (1:02.34) Yauheni Lazuka (52.81) Stanislau Neviarouski (49.38)            | 3:40.63 |      |
| 13   | 3        | 6      | Cina                    | Ouyang Kunpeng (56.12) Lai Zhongjian (1:02.05) Wang Dong (53.10) Chen Zuo (50.06)                                 | 3:41.33 |      |
| 14   | 3        | 7      | Lituania                | Vytautas Janušaitis (55.73) Giedrius Titenis (1:01.76) Paulius Andrijauskas (54.19) Paulius Viktoravicius (49.68) | 3:41.36 |      |
| 15   | 3        | 3      | Germania                | Helge Meeuw (56.40) Johannes Neumann (1:02.35) Benjamin Starke (53.56) Michael Schubert (49.19)                   | 3:41.50 |      |
| 16   | 5        | 6      | Canada                  | Matthew Rose (57.22) Mike Brown (1:02.04) Brian Johns (54.04) Brent Hayden (48.64)                                | 3:41.94 |      |
| 17   | 3        | 1      | Norvegia                | Kim Torry Simmenes (57.67) Alexander Dale Oen (59.92) Aleksander Hetland (55.37) Robin Dale Oen (49.92)           | 3:42.88 |      |
| 18   | 1        | 5      | Israele                 | Ehud Segal (56.33) Michael Malul (1:03.32) Guy Marcus Barnea (53.28) Shai Liwnat (50.03)                          | 3:42.96 |      |
| 19   | 4        | 7      | Croazia                 | Ivan Tolic (58.05) Nikola Delic (1:03.94) Mario Todorovic (53.44) Dominik Straga (50.93)                          | 3:46.36 |      |
| 20   | 4        | 2      | Kazakistan              | Stanislav Ossinskiy (57.71) Evgenij Ryžkov (1:04.37) Stanislav Kuzmin (55.09) Vitaliy Khan (50.17)                | 3:47.34 |      |
| 21   | 5        | 7      | Grecia                  | Georgios Demetis (57.28) Romanos Alyfantis (1:02.42) Ioannis Giannoulis (58.55) Andreas Zisimos (50.05)           | 3:48.30 |      |
| 22   | 5        | 8      | Uzbekistan              | Danil Bugakov (58.44) Andrey Morkovin (1:06.00) Oleg Lyashko (55.20) Petr Romashkin (51.38)                       | 3:51.02 |      |
| 23   | 1        | 4      | Indonesia               | Felix Sutanto (59.55) Billy Arfianto (1:06.47) Andy Wibowo (56.00) Albert Sutanto (53.74)                         | 3:55.76 |      |
| 24   | 4        | 8      | Singapore               | Wei Shien Zach Ong (1:01.14) Jin Leonard Tan (1:06.46) Xue-Wei Nicholas Tan (57.62) Zhirong Bryan Tay (52.17)     | 3:57.39 |      |
| 25   | 2        | 3      | Perù                    | Carlos Eduardo Gil (1:02.29) Gianmarco Mosto (1:08.64) Jose Emmanuel Crescimbeni (55.73) Nikola Ustadvich (55.33) | 4:01.99 |      |
| 26   | 3        | 8      | India                   | Sandeep Nagar Anthal (1:01.83) Rehan Poncha (1:12.63) Ankur Poseria (55.49) Virdhawal Khade (54.26)               | 4:04.21 |      |
| 27   | 2        | 2      | Guam                    | Carlos Shimizu (1:15.08) Celestino Aguon (1:10.92) Hernan Bonsembiante (1:04.61) Christopher Duenas (54.67)       | 4:25.28 |      |
| 28   | 2        | 7      | Guyana                  | Onan Thom (1:04.12) Niall Roberts(1:24.17) Jamaal Sobers (1:06.78) Yannick Roberts (59.60)                        | 4:34.67 |      |
| -    | 2        | 4      | Isole Vergini Americane | | DNS     |      |
| -    | 2        | 5      | Nigeria                 | Samson Opuakpo Eric Williams Yellow Yeiyah Otiko Kpliboh                                                          | DNS     |      |
| -    | 1        | 3      | Svizzera                | Flori Lang (56.10) Dimitri Waeber (1:04.90) Damien Courtois (54.33) Dominik Meichtry                              | DSQ     |      |
| -    | 2        | 6      | Kenya                   | David Dunford (58.94) Amar Shah (1:09.38) Jason Dunford Rama Vyombo                                               | DSQ     |      |
| -    | 5        | 4      | Stati Uniti             | Ryan Lochte (54.08) Scott Usher (1:00.84) Ian Crocker Neil Walker                                                 | DSQ     |      |

### Finale
| Pos. | Corsia | Nazione       | Atleti                                                                                                  | Tempo   | Note |
| ---- | ------ | ------------- | --- | ------- | ---- |
|      | 6      | Australia     | Matt Welsh (54.78) Brenton Rickard (59.63) Andrew Lauterstein (52.63) Eamon Sullivan (47.89)            | 3:34.93 |      |
|      | 4      | Giappone      | Tomomi Morita (54.76) Kōsuke Kitajima (59.23) Takashi Yamamoto (51.90) Daisuke Hosokawa (49.27)         | 3:35.16 |      |
|      | 5      | Russia        | Arkady Vyatchanin (54.08) Dmitrij Komornikov (1:00.65) Nikolaj Skvorcov (52.13) Evgenij Lagunov (48.65) | 3:35.51 |      |
| 4    | 3      | Sudafrica     | Gerhard Zandberg (54.57) Cameron van der Burgh (1:01.20) Lyndon Ferns (52.12) Ryk Neethling (48.03)     | 3:35.92 |      |
| 5    | 7      | Gran Bretagna | Liam Tancock (54.08) James Gibson (1:00.62) Matthew Bowe (53.01) Simon Burnett (48.47)                  | 3:36.18 |      |
| 6    | 1      | Italia        | Damiano Lestingi (55.58) Loris Facci (1:01.44) Rudy Goldin (52.63) Christian Galenda (48.02)            | 3:37.67 |      |
| 7    | 2      | Francia       | Simon Dufour (56.46) Hugues Duboscq (1:00.61) Amaury Leveaux (52.42) Alain Bernard (48.36)              | 3:37.85 |      |
| 8    | 8      | Romania       | Răzvan Florea (54.99) Valentin Preda (1:00.98) Ștefan Gherghel (53.13) Octavian Gutu (49.76)            | 3:38.86 |      |